# Кек Лок Си
Кек Лок Си — крупнейший в Малайзии буддийский храм, расположенный на острове Пинанг, в пригороде Джорджтауна Айер-Итам. Один из наиболее важных паломнических центров в Юго-Восточной Азии. С хокло (языка малайских китайцев) Кек Лок Си может быть переведено как Храм Великой радости, Храм Высшего блаженства или Храм Чистой земли.
Храм возводился на средства пяти богатейших китайских семей Пинанга в 1890—1905 годах. Буддийский монах по имени Бео Линь из храма Юнцюань в Фучжоу, ставший вдохновителем постройки храма и его первым настоятелем, выбрал место на склоне холма, обращённое к водам Пинангского пролива, и назвал его Журавлиной горой. В 1904 году китайский император Гуансюй определил Кек Лок Си главным китайским храмом на Пинанге, передав ему 7 тысяч томов буддийских священных писаний.

К 1930 году была завершена архитектурная доминанта комплекса — 30-метровая семиярусная пагода Десяти тысяч Будд, построенная на средства тайского короля Рамы VI. Она возведена как симбиоз храмов двух основных школ буддизма — Махаяны, исповедуемой китайцами, и Тхеравады, которой привержен Индокитай. Два нижних яруса, восьмиугольных в плане, построены в китайской традиции, средняя часть оформлена в канонах тайской храмовой архитектуры, завершение же пагоды с высоким шпилем отдаёт дань бирманскому стилю. Здесь пребывает большая статуя Будды, подаренная храму Пхумипоном Адульядетом, Рамой IX.
В 2002 году выше по склону была открыта 36-метровая статуя богини милосердия Гуаньинь под трёхъярусной крышей, опирающейся на 16 бронзовых колонн. На момент завершения это была вторая в мире по высоте статуя Гуаньинь. Вокруг главной статуи расположены сто небольших двухметровых изваяний богини, здесь можно также видеть двенадцать каменных фигур животных китайского зодиака. 
Храм состоит из множества молитвенных залов и павильонов с резными колоннами, между которых раскиданы сады, цветники и небольшие пруды с золотыми рыбками. Здесь же располагаются здания буддийского монастыря. При входе в комплекс паломники следуют мимо пруда с черепахами и поднимаются далее по крытой лестнице. Можно подняться и на наклонных лифтах, первый ведёт к подножию пагоды Десяти тысяч Будд, следующий — к статуе Гуаньинь.